# George Walker Bush in „Being W.“
George Walker Bush in „Being W.“ (Originaltitel: Being W. – Dans la peau de George W. Bush) ist ein französischer Dokumentarfilm des Journalisten und Satirikers Karl Zéro und des Regisseurs Michel Royer aus dem Jahr 2008. Er beschreibt in satirischer Weise den Werdegang und die Amtszeit des 43. US-amerikanischen Präsidenten George W. Bush in fünf Kapiteln, deren Bezeichnungen sich am Anfangsbuchstaben „W“ des zweiten Vornamens Bushs orientieren.
Der Film greift vielfach auf peinliche Versprecher des Protagonisten, so genannte „Bushismen“, zurück. Die deutsche Synchronstimme lieh Lutz Mackensy dem Protagonisten, der in dem Original vom Stimmenimitator Jim Meskimen gesprochen wird.

## Handlung
Es werden die Vorbereitungen für eine Fernsehansprache aus dem Oval Office gezeigt.

### W wie Walker
Walker („walk“, engl. gehen), der zweite Vorname des Präsidenten, wird zu dessen zentralen Aufgabe stilisiert. Bush geht vom Seiteneingang zum Rednerpult, von der Gangway über das Rollfeld oder über den Rasen zu den wartenden Reportern. Er geht, um seine Aufgaben „Schritt für Schritt“ zu erledigen.

### W wie WASP
Der Wahlerfolg seines Vaters George Bush wird darauf zurückgeführt, dass George W. Bush als WASP („weißer angelsächsischer Protestant“) in den Medien auftrat. Dabei gab er beispielsweise im Fernsehen an, Christus habe sein Leben verändert. Durch den Einfluss, den seine Familie aufgrund der von George Bush gegründeten Zapata Oil hatte, gelang es ebenso die Söhne George W. Bush sowie Jeb Bush, der zum Gouverneur des Bundesstaates Florida gewählt wurde, erfolgreich in der US-amerikanischen Politik zu platzieren.

### W wie Winner
Die Wahlsiege zum Gouverneur von Texas 1994 und 1998 werden dargestellt. Darüber hinaus wird die Präsidentschaftswahl in den Vereinigten Staaten 2000, die George W. Bush mit weniger Stimmen als Al Gore, gewinnen konnte, sowie diverse Unstimmigkeiten bei den Auszählungen der Stimmen aufgeführt.

### W wie Warrior
Mit den Terroranschlägen am 11. September 2001 auf das World Trade Center sowie das Pentagon begann die Zeit, in der George W. Bush als Befehlshaber der US-amerikanischen Streitkräfte ins Rampenlicht trat. Im Rahmen des Kampfes gegen den Terror werden insbesondere der USA PATRIOT Act, die Operation Enduring Freedom in Afghanistan und der Irakkrieg sowie die Inhaftierung von Terrorverdächtigen in Guantanamo Bay thematisiert.

### W wie Warum
Die Leistungen des Präsidenten während seiner beiden Amtsperioden werden in Frage gestellt. Während der letzten Szenen läuft der Film rückwärts und zeigt zuvor bereits zuvor gesehene Szenen erneut, um schließlich bei einem Bild aus Bushs jüngster Kindheit zu enden.

## Hintergrund
Der Film feierte am 18. Mai 2008 bei den Internationalen Filmfestspielen von Cannes seine Weltpremiere. Im Produktionsland Frankreich wurde er am 8. Oktober 2008 auf arte gezeigt. In Deutschland war er erstmals am 26. Oktober 2008 ebenfalls auf arte zu sehen.

## Kritiken
Die Redaktion des Spiegel Online urteilt: „[Dieser Film] arbeitet […] gekonnt die verführerische Kraft dieses Mannes heraus, der stets als Mischung aus Clown, Cowboy und Betbruder die Welt für die etwas schlichteren Gemüter auf ein überschaubares Format schrumpfte.“
Hans Czerny resümiert für den Cineastentreff: „In ihrem – wohlgemerkt – »nicht autorisierten« Präsidentenporträt kann man also noch einmal jenen Herrn wiedertreffen, der einem vor der Kulisse des Weißen Hauses den Irakkrieg schmackhaft macht – oder aber bei schärfsten Hintergrund-Explosionen den Frieden auf dieser Welt bejubelt.“